# Eduard von Bendemann
Eduard Heinrich Fritz von Bendemann (* 16. März 1877 in Kiel; † 10. Juli 1959 in Heidelberg) war ein deutscher Maler und Kunsthistoriker. Von 1906 bis 1928 war er Ehemann der Religionsphilosophin, Kultur-Essayistin und Poetin Margarete Susman (1862–1966).

## Leben
Bendemann wurde als zweites von sechs Kindern sowie zweitältester Sohn des kaiserlichen Marineoffiziers Felix Bendemann und dessen Ehefrau Helene Sturz (1847–1915), einer Tochter des brasilianischen Generalkonsuls in Berlin, Johann Jakob Sturz, in Kiel geboren. Nach dem Großvater, dem Historienmaler Eduard Bendemann, einem Hauptvertreter der Düsseldorfer Malerschule, erhielt er seinen Vornamen. Über Lida, seine Großmutter väterlicherseits, war er mit dem Maler Wilhelm von Schadow und dem Bildhauer Johann Gottfried Schadow verwandt. 1903 erklomm sein Vater als Admiral der Kaiserlichen Marine den Gipfel seiner Karriere. 1905 wurde seine Familie durch Wilhelm II. nobilitiert.
Bendemann besuchte Kunstakademien in Düsseldorf, Dresden und Paris und war danach vorwiegend als Landschaftsmaler tätig. 1906 war er auf der Großen Berliner Kunstausstellung vertreten, 1907 in Ausstellungen der Berliner Secession, 1918 in einer Ausstellung der Dresdner Galerie Arnold.
Als er in Düsseldorf studierte, lernte er die jüdisch-deutsche Kaufmannstochter Margarete Susman kennen, die sich seit 1892 ebenfalls dort in Malerei ausbildete. Seine Werbung um ihre Hand wies sie damals noch zurück. In Paris, wo Susman seit 1903 studierte, trafen sich beide wieder. 1905 verlobten sie sich, am 31. März 1906 heirateten sie in Hannover. Aus ihrer Ehe ging der spätere Journalist Erwin von Bendemann (* 21. Dezember 1906 in Charlottenburg; † 17. März 2006 in Epsom, Surrey) hervor. Bis 1912 lag der Lebensmittelpunkt der jungen Familie in Berlin, dann zogen sie nach Rüschlikon an den  Zürichsee. In den Jahren 1915 bis 1919 lebte Bendemann in Frankfurt am Main, wo er – nach freiwilliger Meldung eingezogen vom deutschen Heeresdienst – beim „kaiserlichen Pressedienst“ arbeitete. 1917 kehrten Bendemanns Ehefrau und sein Sohn vorübergehend in die Schweiz zurück. 1919 vereinigte sich die Familie wieder in Säckingen, wo Bendemann in der Annahme, sich wegen der verschlechternden Wirtschaftslage den gewohnten Lebensstil in Frankfurt nicht mehr leisten zu können, und in der Erwartung, dort nach lebensreformerischen Vorstellungen von Gustav Landauer auf der Basis von Kleintierhaltung und Gartenbau eine sozialistische Künstlerkolonie aufbauen zu können, ein Bauernhaus gekauft hatte. An der Universität Basel promovierte Bendemann 1922 mit der Arbeit Darstellung und Auffassung der Handlung in Tintorettos Historienbildern zum Dr. phil. 1926 trennten sich die Eheleute, am 13. April 1928 erfolgte die Ehescheidung.